# Anepura, Malur
Anepura là một làng thuộc tehsil Malur, huyện Kolar, bang Karnataka, Ấn Độ.